# 이상화 (희극인)
이상화(1973년 5월 11일 ~ )는 대한민국의 개그맨이자 배우이다. 이봐라는 예명으로 가수 활동한적이 있다.

## 출연작

### 방송
- 코미디 살리기 (SBS)
- 좋은 친구들 (SBS)
- 개그야 (MBC)
- 개그콘서트 (KBS)
- 코미디쇼 코코아 (TV조선)
- 웃으면 복이와요 (MBC)

### 드라마
- 《TV 방자전》 (채널CGV) - 개똥이 역
- 《고교처세왕》 (tvN) - 대리운전기사 역
- 《KBS 드라마 스페셜 - 낯선 동화》 (KBS2)
- 《안나라수마나라》 (넷플릭스) - 사채업자 역

### 영화
- 《다시 생각하자면…》
- 《동상이몽》 - 연실 매니저 역
- 《맛있는 상상》
- 《섹스 거짓말 그리고 비디오 테이프》 - 감독 역
- 《불가항력》 - 감독
- 《아티스트 봉만대》 - 제작자 역
- 《두리안》 - 사장 역
- 《하이힐》 - 황성 역
- 《마담 뺑덕》 - 소설반 중년남 역
- 《우리는 형제입니다》 - 트로트가수 역
- 《나의 절친 악당들》 - 추돌트럭 운전기사 역
- 《맛있는 상상》
- 《파발》
- 《덫: 치명적인 유혹》 - 이작가 역
- 《더 폰》- 사냥남 역
- 《사냥》 - 영수형님 역
- 《사내본색》 - 출판사사장 역

## 음반
- 《밀어주세요》 (2009년)

## 수상 경력
- 1993년 MBC 강변가요제 인기상